# آبل ۳۴۱۱
آبل ۳۴۱۱ یک خوشه کهکشانی در صورت فلکی مار باریک (هیدرا) است. حدود دو میلیارد سال نوری از زمین فاصله دارد و وزن آن حدود یک میلیون میلیارد برابر خورشید است.